# Azadlıq Prospekti (Metro de Bakú)
Azadlıq Prospekti es una estación del Metro de Bakú. Se inauguró el 30 de diciembre de 2009.